# Casper Mountain (berg)
Casper Mountain is een lange berg in Wyoming, aan het noordelijke uiteinde van de Laramie Mountains. De berg ligt langs de North Platte en torent uit boven Casper. Op de berg ligt het plaatsje Casper Mountain.